# ベルリン陥落
『ベルリン陥落』（ベルリンかんらく、原題：Падение Берлина）は、1949年に公開されたソビエト連邦のカラー戦争映画である。日本では1952年に公開された。題名のベルリン市街戦だけでなく、独ソ戦全体が描かれている。全2部構成。
ヨシフ・スターリンの神格化の影響を強く受けており、スターリンがナチス・ドイツを破った最大の功労者として描かれているなどプロパガンダ色が強いため、スターリンの死後はニキータ・フルシチョフのスターリン批判からソ連でも厳しい評価を受け、上映されることがほとんどなくなった。

## あらすじ

### 第1部
鉄工所に勤務するアレクセイ・イワノフ（愛称アリョーシャ）は、優秀な工場労働勤務を表彰されてレーニン勲章を授与される。工場長はアレクセイを称える演説を小学校教諭のナターリア・ルミャンツェワ（愛称ナターシャ）に依頼する。演説をきっかけに2人は惹かれ合うが、アリョーシャは想いを伝えられず、スターリンの招待に応じてモスクワに向かい、スターリンに謁見する。帰郷後、アリョーシャはナターシャに想いを伝えるが、そこにバルバロッサ作戦を発動したドイツ国防軍が現れて町を破壊し、アリョーシャは意識不明の重傷を負う。
3か月後、意識を取り戻したアリョーシャは、友人のザイチェンコから母が殺され、ナターシャがドイツに連れ去られたことを聞かされ、彼女を取り戻すため赤軍に入隊しモスクワの戦いに参加する。同じ頃、ベルリンでは各国大使からモスクワ進撃を称賛されたヒトラーが共産主義の殲滅を宣言するが、ヨードルやブラウヒッチュから進撃を続けるのが困難だと報告され機嫌を損ねる。モスクワではスターリンの演説を受けた赤軍がドイツ軍を撃退し、赤軍は反撃を開始する。ドイツ軍の撤退に激怒したヒトラーはブラウヒッチュとルントシュテットを解任し、自らドイツ軍を指揮する。ヒトラーはスターリングラードで赤軍を撃滅する作戦を立案し、ゲーリングはイギリス人実業家ベッドストーンから物資を調達する。スターリングラード攻防戦でドイツ軍はチュイコフの活躍により壊滅し、アリョーシャの部隊は彼の故郷を奪還し、ベルリンの制圧を誓う。一方、スターリンはヤルタ会談に出席し、準備不足を理由に進撃を躊躇うチャーチルを余所にベルリンへの進撃を宣言する。

### 第2部

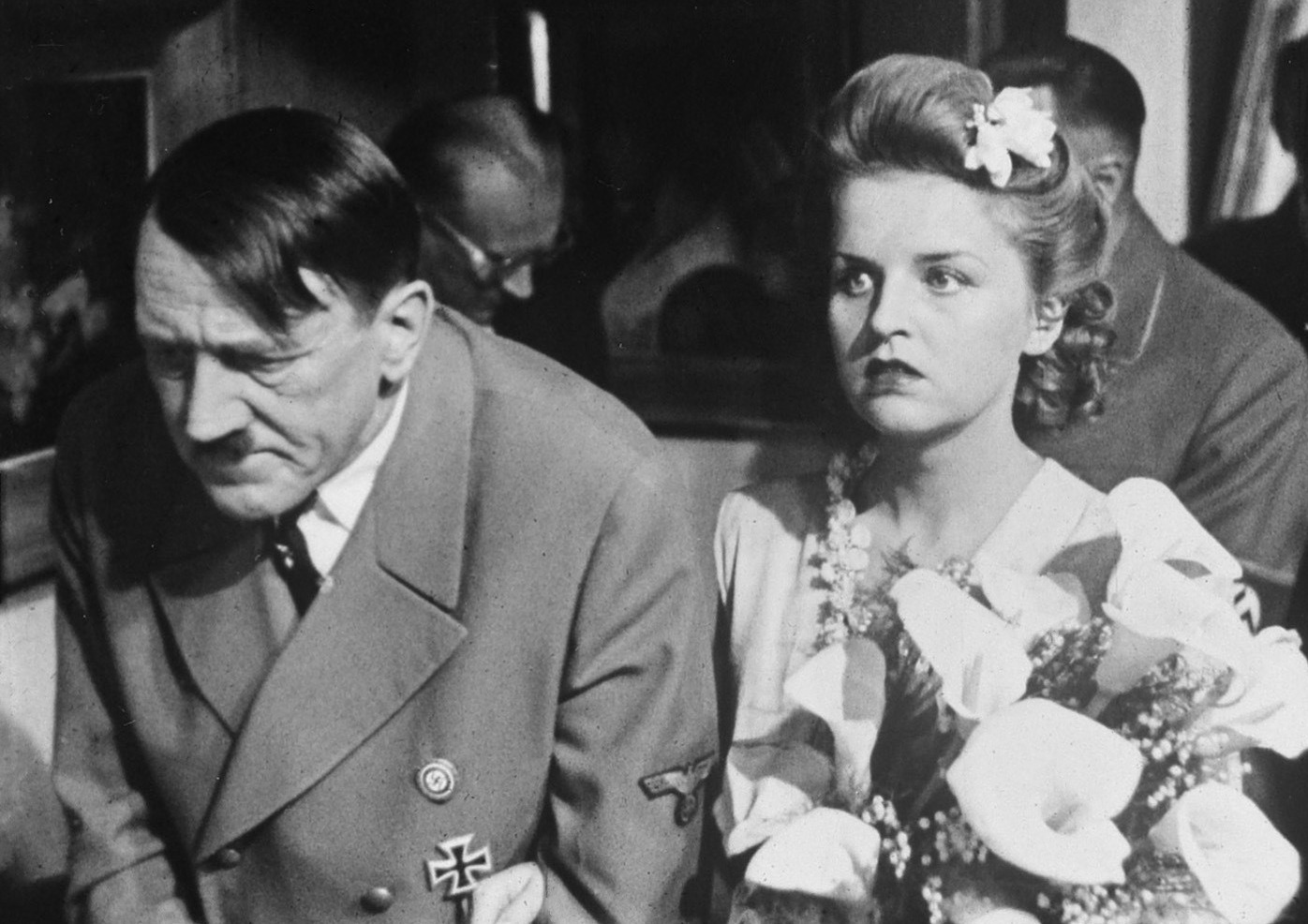
ヒトラー役のサヴェリエフとエヴァ役のコヴァノヴァ

スターリンはドイツ軍がイギリス軍・アメリカ軍に降伏しようとする動きを察知し、英米よりも先にベルリンを制圧するように将軍たちに指示する。一方、ドイツ軍の敗退に危機感を募らせるヒトラーは、アメリカ軍と赤軍を互いに戦わせて共倒れさせようと偽情報を流すが、スターリンに見破られ失敗する。強制収容所の親衛隊は撤退の足手まといになる捕虜たちを虐殺し始めるが、ナターシャはソ連の勝利を信じ抵抗を呼びかけ、そこにアリョーシャの部隊が到着し強制収容所を解放するが、ナターシャと再会することは出来なかった。
1945年4月、赤軍はベルリンへの総攻撃を開始し、ヒトラーは総統地下壕に退避し徹底抗戦を続ける。しかし、敗北が決定的になる中、ゲーリングやヒムラーたち側近は離反し、クレープスら将軍たちも反発し、ヒトラーは孤立していく。味方を失ったヒトラーは勝利を諦め、愛人のエヴァと結婚式を挙げた後に服毒自殺を遂げる。ヒトラーの死を見届けたクレープスは降伏交渉に臨むが、「無条件降伏以外は認めない」と返答され交渉は失敗する。アリョーシャの部隊は国会議事堂に突入し、赤旗を掲げ勝利を宣言する。赤軍は戦争の勝利を祝い、スターリンが降り立つ飛行場に向かう。「スターリン賛歌」の合唱のなか、ベルリンに到着したスターリンは解放された世界各地の捕虜たちから英語・フランス語・イタリア語・チェコ語・ギリシア語・セルビア語で祝福を受ける。飛行場で再会したアリョーシャとナターシャはスターリンの前に進み出て、スターリンの栄光を称える。

## キャスト
| ソ連 - ヨシフ・スターリン - ミハイル・ゲロヴァニ - アレクセイ・イワノフ - ボリス・アンドレーエフ - ナターリア・ルミャンツェワ - マリーナ・コワリョーワ - クリメント・ヴォロシーロフ - アレクセイ・グリボフ - ラーザリ・カガノーヴィチ - ニコライ・リャボフ - ラヴレンチー・ベリヤ - アレクサンドル・カンス - ミハイル・カリーニン - ガブリエル・ベロフ - ヴャチェスラフ・モロトフ - マキシム・シュトラウフ - アナスタス・ミコヤン - ルーベン・シモノフ - ゲオルギー・ジューコフ - フョードル・ブラシェヴィチ - アレクセイ・アントーノフ - アンドレイ・アブリコソフ - ワシーリー・ソコロフスキー - コンスタンティン・バルタシェヴィチ - イワン・コーネフ - セルゲイ・ブリニコフ - コンスタンチン・ロコソフスキー - ボリス・リヴァノフ - アレクサンドル・ヴァシレフスキー - ウラジーミル・リュビーモフ - ワシーリー・チュイコフ - ボリス・テニン - セルゲイ・シュテメンコ - ミハイル・シドルキン - ミハイル・イェゴレフ - ドミートリー・ドゥボフ - メリトン・カンタリア - ゲオルギー・タチシュヴィリ | イギリス - ウィンストン・チャーチル - ヴィクトル・スタニーツィン - チャールズ・ベッドストーン - K・ロデン アメリカ - フランクリン・ルーズベルト - オレグ・フレリク - ジェームズ・F・バーンズ - レオニード・ピロゴフ ドイツ - アドルフ・ヒトラー - ウラジーミル・サヴェリエフ - エヴァ・ブラウン - マリア・コヴァノヴァ - ヘルマン・ゲーリング - ヤン・ヴェリフ - ヨーゼフ・ゲッベルス - N・ペトルンキン - ハンス・クレープス - ウラジーミル・ケニグソン - ゲルト・フォン・ルントシュテット - ウラジーミル・レニン - ヴァルター・フォン・ブラウヒッチュ - ニコライ・プロトニコフ - アルフレート・ヨードル - ウラジーミル・ポクロフスキー - ハインツ・リンゲ - K・ゴモラ |

## 製作

### 企画
1946年7月、映画大臣イヴァン・コルシャコフの指示により、スターリンのお気に入りの映画監督の一人であるミハイル・チアウレリと脚本家のピョートル・パブレンコが、『Клятва』に引き続き監督・脚本を務めることになった。本作はスターリンの70歳の誕生日である1949年12月21日の式典で公開することを目的として製作が進められた。本作はベルリン市街戦とアドルフ・ヒトラーの死を描いた初めての映画作品となった。
スターリンはベルリン市街戦の描写に強い関心を示し、パブレンコの脚本に干渉して何度も書き直しを命じている。スヴェトラーナ・アリルーエワの証言によると、チアウレリは「スターリンの長男ヤーコフ・ジュガシヴィリの死亡シーンを描きたい」と提案したが、スターリンに拒否されたという。

### 撮影
撮影にはソ連占領地区のアグファ社で製造されたカラーフィルムが使用されている。カメラテストの結果、安定した色彩を再現できるのは曇天時のみであることが判明し、曇り空の時を伺い撮影を行い、1万人のロシア人エキストラを動員した。
ドイツ国会議事堂の戦闘シーンは、議事堂がイギリスの占領地域に位置していたためロケーション撮影ができず、バーベルスベルク・スタジオで撮影された。ベルリン市街戦のシーンの大半は戦闘で破壊されたバルト諸国の都市で撮影された他、バーベルスベルク・スタジオに1平方キロメートルの模型が作成され、第2部の撮影が行われた。戦闘シーンでは戦闘機193機、4個戦車大隊、鹵獲したドイツ陸軍の戦車45両を動員して撮影し、撮影中に150万リットルの燃料を消費したという。

### 演出

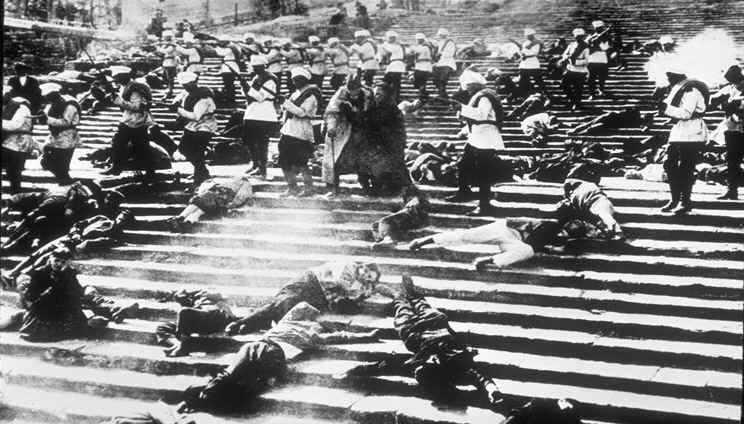
『戦艦ポチョムキン』オデッサの階段

ロシアの歴史家アレクサンドル・プロホロフは、本作がナチスのプロパガンダ映画の影響を受けていることを指摘している。作家ジョン・ライリーも、スターリンがベルリン飛行場に降り立つシーンについて、実際のスターリンは大の飛行機嫌いであり、『意志の勝利』でヒトラーが飛行機から降り立つシーンに影響を受けた演出だと指摘している他、ドイツ国会議事堂の戦闘シーンは『戦艦ポチョムキン』の「オデッサの階段」のオマージュだと指摘している。主人公のアレクセイ・イワノフは個人として描くことは意図されておらず、ソ連が求める「模範的労働者」として象徴的に描かれており、生年月日は十月革命の勃発日である1917年10月25日（ユリウス暦）に設定されている。
歴史家リチャード・テイラーは、本作では連合国の指導者の中でスターリンのみが第二次世界大戦の勝利に貢献した人物として描かれ、他の指導者（フランクリン・ルーズベルト、ウィンストン・チャーチル）はスターリンへの追従者・抵抗者として、敵対者のヒトラーは常にヒステリックに叫び続ける狂乱者として描かれており、終始冷静なスターリンと対照的な描かれ方をしていると指摘している。また、独ソ戦で赤軍司令官として活躍したゲオルギー・ジューコフがほとんど登場しない。これは製作当時、ジューコフがスターリンによってソビエト連邦のモルダビア・ソビエト社会主義共和国に左遷されていたことによる。史実のジューコフは大戦中の主要局面で活躍しているが、本作には描かれていない。1953年にラヴレンチー・ベリヤが粛清されて以降は、本作からベリヤの登場シーンが削除され、現在流通しているDVDにもベリヤの登場シーンは収録されていない。
ヒトラーを演じたウラジーミル・サヴェリエフは、翌年に製作された映画『秘密の使命』でもヒトラーを演じている。ヒトラーとエヴァ・ブラウンの結婚式のシーンではメンデルスゾーンの結婚行進曲が流れるが、メンデルスゾーンはユダヤ人で、実際のナチス政権下では19世紀のドイツ音楽を退廃的にした張本人と名指しで批判され、ライプツィヒにあった銅像が撤去されたり、メンデルスゾーン奨学金が打ち切られるなど迫害されていた。
本作に登場する国家の描写には、製作当時のソ連を取り巻く国際関係が反映されている。第二次大戦末期まで中立を維持していたトルコはドイツ寄りの国家として描かれており、これは反共の防波堤として西側諸国の一員となったことへの反感の表れである。同様に、反共のバチカンもナチスへの協力者としての面が強調されており、鉄のカーテンを主張したチャーチルは消極的で卑屈な指導者として描写されている。

## 公開

### ソ連

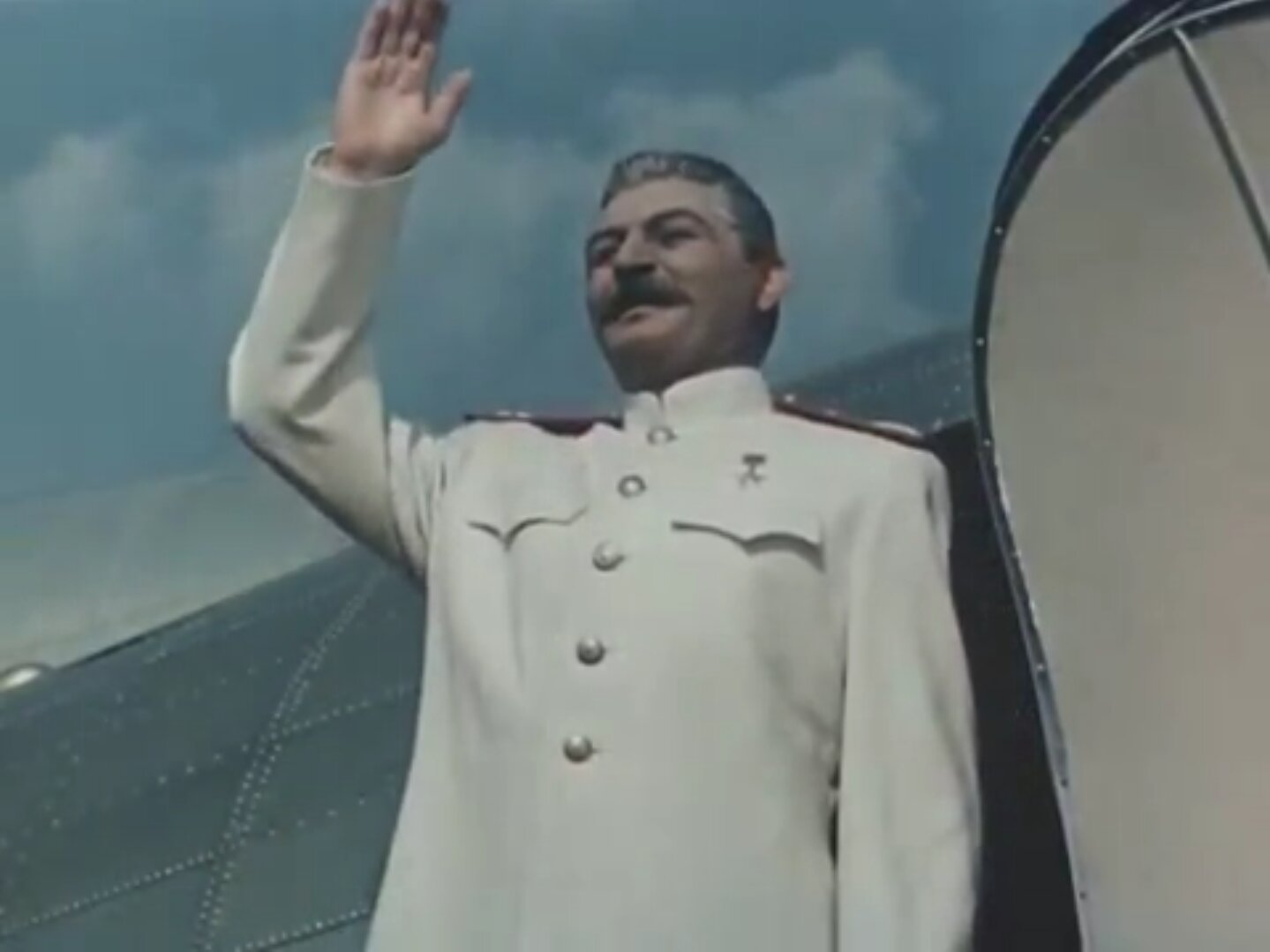
スターリン役のゲロヴァニ

本作はスターリンの誕生日に上映された後、1950年1月21日にソ連国内で一般公開された。観客動員数は38.4万人を記録し、同年のソ連映画の観客動員数第3位となった。公開当日、作家のアレクサンドル・スタインは新聞のコラムで「素晴らしい…指導者と人民の真実の描写…全ての人民のスターリンへの愛の描写」と論評した。また、翌22日にはフセヴォロド・プドフキンも「これは優れた映画だ。深く壮大なスケール、被写体の大胆で創造的な表現、これまでの映画を発展させた社会主義リアリズムの作品」と論評した。ソ連当局は熱心に本作を宣伝し、プラウダでは「歴史の本物の表現」と絶賛している。公開後、チアウレリ、パブレンコ、コマロフ、ショスタコーヴィチ、ゲロヴァニ、アンドレーエフ、ケニグソンの7人はスターリン賞を受賞し、チェコスロバキア社会主義共和国で開催された第5回カルロヴィ・ヴァリ国際映画祭ではクリスタル・グローブ賞を受賞した。
一方、ソ連当局は本作に対する国民の反応を監視している。ミハイル・スースロフの覚書によると、1950年3月11日にソ連共産党宣伝部の職員2人が、国民から本作の感想が書かれた手紙を大量に受け取ったと報告している。大半の感想は好意的な内容だったが、一部に批判的な内容が書かれた感想があったとし、「そのような人民は生産性の高い労働者には値しない」とスースロフは記している。また、ソ連陸軍中佐エフゲニー・チェルノボグは、泥酔状態で本作を鑑賞した際「この天使（スターリン）は何処から来たんだ?我々はベルリンで彼を見たことがない」と発言したため逮捕されラーゲリ送りとなり、8年間の強制労働刑を宣告された。
しかし、1953年3月にスターリンが死去すると状況が一変する。6月にベリヤが逮捕された後、チアウレリはフルシチョフの命令でモスクワを追われ、本作の上映も停止されてしまう。1956年2月に開催されたソ連共産党第20回大会においてスターリン批判が行われた後、本作は上映を禁止され、フィルムは全てアーカイブ入りとなった。以後、東側諸国を始めとした各国でも上映禁止に追い込まれ、上映禁止が解除されたのはレオニード・ブレジネフ政権下の1970年代後半になってからであり、国外的に解除されたのは1991年に第48回ヴェネツィア国際映画祭で特別上映されてからだった。

### 東側諸国
東ドイツでは、本作は「ドキュメンタリー映画」に分類され兵営人民警察の職員は鑑賞することを義務付けられたが、ソ連での政変の余波を受け、1953年7月に上映が終了した。東ドイツでの観客動員数は芳しくなかったが、映画配給会社Film-Verleih社長のジークフリート・ジルバーマンは1959年3月10日に「ドイツ国民の間に反ソ連機運が醸成されていたためではないか」と映画誌でコメントしている。
1956年3月、グルジアではフルシチョフに反発するスターリン主義者が1956年グルジア暴動を起こすが、ソ連への要求の中に本作の上映を続けることが含まれていた。一方、中華人民共和国ではスターリン批判を行ったフルシチョフ指導部と毛沢東指導部の関係が悪化し、ソ連への反発として上映が引き続き行われた。

### イギリス
1952年に文化交流協会によって輸入されたが、全英映像等級審査機構は「チャーチルが否定的に描かれている」として上映を禁止する方針を示した。5月にチャーチルとイギリス議会関係者は、それぞれウェストミンスターとチャートウェルで本作を鑑賞した。鑑賞後、チャーチルは「ヒトラーが地下鉄に水を流して国民を殺したのは本当か」と周囲に尋ね、歴史家ヒュー・トレヴァー＝ローパーは「歴史を神話化した」と返答した。外務・英連邦省は「共産主義プロパガンダ映画と判断するのは一方的過ぎる」として上映が許可され、1940年代から1950年代にイギリスで公開されたソ連映画の中で、最も成功した作品となった。
サンデー・タイムズとロンドン・イブニング・スタンダードはそれぞれ評論を掲載し、「映画には英米軍の活躍が描かれていないが、これは英米の戦争映画で赤軍の活躍が描かれていないのと同様の理由に過ぎない」としている。

### アメリカ
バラエティ紙は、「米英の戦争映画に対するロシア側の答え…西側とソ連の緊張の中で現代的意義を持つ」と論評した。作家デヴィット・キュートはニューヨーク・タイムズで「歴史的な壮観さと希望的観測の耳をつんざくようなブレンド…チアウレリの人生はそれに依存しているかのようだ」と批判した。また、キュートはヤルタ会談のシーンの歴史的信憑性の欠如についても批判している。脚本家でアメリカ共産党ハリウッド支部長のジョン・ハワード・ローソンは、「最高の作品」と評価している。